# Роки Елсом
Роки Елсом (енгл. Rocky Elsom; 14. фебруар 1983) професионални је аустралијски рагбиста, који тренутно игра за француског друголигаша Нарбон. Један је од најбољих аустралијских скрамаша 21. века. Проглашен је за најбољег играча супер рагби лиге (2007), најбољег аустралијског рагбисту (2008), најбољег рагбисту Европе (2009). Две године је играо рагби 13 за Кантербери булдогсе. Са 75 одиграних утакмица за Аустралију, рекордер је када су у питању играчи треће линије. Са Ленстером је освојио куп европских шампиона (2009) и уврштен је у дрим тим овог елитног такмичења. 2013. поново је освојио титулу првака Европе, али овога пута са француским Тулоном. Са "валабисима" је освојио куп три нације 2011. Током каријере зарадио је неколико суспензија због туча. Прошао је млађе селекције Аустралије, а младу репрезентацију Аустралије до 21 године предводио је на светском првенству 2003. за играче до 21 године. На свом дебију за сениорски тим Аустралије постигао је есеј против Самое. На светском првенству 2007. постигао је чак 3 есеја против Јапана.